# Otschirbatyn Nasanburmaa
Otschirbatyn Nasanburmaa (mongolisch Очирбатын Насанбурмаа; * 14. April 1989 in Ulaanbaatar) ist eine mongolische Ringerin. Sie gewann bei der Weltmeisterschaft 2008 und bei der Weltmeisterschaft 2011 jeweils eine Bronzemedaille.

## Werdegang
Otschirbatyn Nasanburmaa stammt aus einer Ringerfamilie. Ihre ältere Schwester Otschirbatyn Burmaa ist ebenfalls eine Weltklasseringerin und ihr Vater übt ein hohes Amt beim mongolischen Ringerverband aus. Sie ringt seit dem Jahre 2000 und gehört dem Sportklub Chush Ulan-Bator an. Ihr Trainer ist Tümendembereliin Süchbaatar. Bei einer Größe von 1,68 Metern startete sie zu Beginn ihrer Laufbahn meist in der Gewichtsklasse bis 67 kg, trainierte später aber fast immer in die Gewichtsklasse bis 63 kg Körpergewicht ab.
Ihren ersten wichtigen Wettkampf auf der internationalen Ringermatte bestritt sie im Jahre 2004. Sie belegte dabei bei der Asienmeisterschaft in Tokio in der Gewichtsklasse bis 63 kg hinter der vielfachen Weltmeisterin Kaori Ichō aus Japan und Su Huihua aus China den 3. Platz. Bis zum Jahre 2009 nahm sie dann auch regelmäßig an den internationalen Meisterschaften der Juniorinnen statt. Dabei gewann sie in den Jahren 2005 und 2006 jeweils den asiatischen Meistertitel in der Altersklasse "Cadets" (= bis zum 16. Lebensjahr).
In den Jahren 2006 und 2007 nahm sie auch an den Weltmeisterschaften der Damen in Budapest und in Guangzhou teil, kam dabei aber in den Gewichtsklassen bis 63 kg bzw. bis 59 kg jeweils nur auf den 12. Platz. Im Jahre 2005 schlug sie dabei aber immerhin die deutsche Weltklasseringerin Stéphanie Groß. 2008 wurde sie in Jeju/Südkorea hinter Mami Shinkai aus Japan asiatische Vizemeisterin bei den Damen. Für die Olympischen Spiele 2008 in Peking konnte sie sich aber in der Gewichtsklasse bis 63 kg nicht qualifizieren. Hier vertrat Badrachyn Odontschimeg die mongolischen Farben. Bei der nach den Olympischen Spielen 2008 zusätzlich stattfinden Weltmeisterschaft 2008 in Tokio gewann sie dann in der nichtolympischen Gewichtsklasse bis 67 kg eine Bronzemedaille. Sie bezwang dabei die Ex-Weltmeisterin Lise Legrand aus Frankreich, Zhang Fegliu aus China, verlor im Halbfinale gegen Mami Shinkai und besiegte im Kampf um diese Bronzemedaille Julija Bartnowskaja aus Russland.
In den folgenden Jahren musste Nasanburmaa den Startplatz bei den internationalen Meisterschaften häufig mit ihren Landsfrauen Scharchuugiin Tümentsetseg und mit Sorondsonboldyn Battsetseg teilen. Im Jahre 2010 kam sie bei der Weltmeisterschaft in Moskau in der Gewichtsklasse bis 63 kg nach zwei Siegen nach einer Niederlage im Viertelfinale gegen Marianna Sastin aus Ungarn auf den 7. Platz. 2011 gewann sie bei den Asien-Spielen in Guangzhou in der gleichen Gewichtsklasse nach einer Niederlage im Finale gegen Jelena Schalygina aus Kasachstan eine Silbermedaille.
2011 gewann sie dann bei der Weltmeisterschaft in Istanbul mit Siegen über Mihaela Panait, Rumänien, Ljubow Michailowna Wolossowa, Russland und Gloria Jesefina Zavala Lugo aus Venezuela, einer Niederlage gegen Marianna Sastin und einem Sieg über Kim Ran-Mi, Nordkorea, eine weitere WM-Bronzemedaille. Mit diesem Platz erkämpfte sie sich gleichzeitig die Startberechtigung bei den Olympischen Spielen 2012 in London, kam dort aber nicht zum Einsatz.

## Internationale Erfolge
| Jahr | Platz | Wettbewerb                                                | Gewichtsklasse | Ergebnisse |
| 2003 | 3.    | Asien-Cup in Alma-Ata                                     | bis 59 kg      | hinter Su Lihui, China und Rena Iwama, Japan |
| 2004 | 3.    | Asienmeisterschaft in Tokio                               | bis 63 kg      | hinter Kaori Ichō, Japan und Su Huihua, China |
| 2005 | 3.    | Asienmeisterschaften der Junioren in Jeju/Südkorea        | bis 67 kg      | hinter Mami Shinkai, Japan und Ma Yanchun, China |
| 2005 | 1.    | Asienmeisterschaften der Junioren (Cadets) in Oarai/Japan | bis 65 kg      | vor Olga Kalinina, Kasachstan und Kundu Suman, Indien |
| 2005 | 12.   | WM in Budapest                                            | bis 63 kg      | nach einem Sieg über Stéphanie Groß, Deutschland und einer Niederlage gegen Anna Polownewa, Russland |
| 2006 | 2.    | Asienmeisterschaften der Junioren in Abu Dhabi            | bis 67 kg      | hinter Hiroe Suzuki, Japan, vor Olga Kalinina |
| 2006 | 1.    | Asienmeisterschaften der Junioren (Cadets) in Bangkok     | bis 70 kg      | vor Ama Uno, Japan und Anmol, Indien |
| 2006 | 12.   | WM in Guangzhou                                           | bis 59 kg      | nach einem Sieg über Kristel van Ekelenburg, Niederlande und Niederlagen gegen Ayako Shōda, Japan und Alka Tomar, Indien                                                                                    |
| 2007 | 3.    | Junioren-WM in Peking                                     | bis 67 kg      | hinter Natalja Lauschkina, Russland und Zhang Fengliu, China, gemeinsam mit Emma Weberg, Schweden |
| 2008 | 2.    | Asienmeisterschaften in Jeju                              | bis 67 kg      | hinter Mami Shinkai, vor Darja Karpenko, Kasachstan und Zhang Fengliu |
| 2008 | 3.    | Asienmeisterschaften der Junioren                         | bis 67 kg      | hinter Chiaki Iijima, Japan und Choi Jun-suk, Südkorea |
| 2008 | 2.    | Junioren-WM in Istanbul                                   | bis 67 kg      | hinter Adeline Gray, USA, vor Chiaki Iijima und Natalja Lauschkina |
| 2008 | 3.    | WM in Tokio                                               | bis 67 kg      | nach Siegen über Lise Legrand, Frankreich und Zhang Fengliu, einer Niederlage gegen Mami Shinkai und einem Sieg über Julija Bartnowskaja, Russland                                                          |
| 2009 | 2.    | Welt-Cup in Taiyuan/China                                 | bis 67 kg      | hinter Qin Xiaoqing, China, vor Olga Chilko, Belarus und Adeline Gray |
| 2010 | 3.    | Welt-Cup in Nanjing                                       | bis 63 kg      | hinter Kaori Ichō und Natalja Lauschkina |
| 2010 | 2.    | Golden-Grand-Prix in Baku                                 | bis 63 kg      | hinter Monika Ewa Michalik, Polen, vor Elena Piroschkowa, USA und Henna Johansson, Schweden |
| 2010 | 7.    | WM in Moskau                                              | bis 63 kg      | nach Siegen über Gaxvar Mirsajewa, Usbekistan und Gosal Sutowa, Aserbaidschan und einer Niederlage gegen Marianna Sastin, Ungarn                                                                            |
| 2010 | 2.    | Asien-Spiele in Guangzhou                                 | bis 63 kg      | hinter Jelena Schalygina, Kasachstan, vor Chen Meng, China und Park Sang-eun, Südkorea |
| 2011 | 3.    | Golden-Grand-Prix in Krasnojarsk                          | bis 63 kg      | hinter Kaoir Ichō und Inna Traschukowa, Russland |
| 2011 | 5.    | Großer Preis von Tourcoing                                | bis 63 kg      | hinter Jing Ruixue, China, Scharchüügiin Tümentsetseg, Mongolei, Aline Focken, Deutschland und Elena Piroschkowa                                                                                            |
| 2011 | 4.    | Welt-Cup in Liévin                                        | bis 67 kg      | hinter Hong Yan, China, Kristie Marano (Davis), USA und Yoshiko Inoue, Japan |
| 2011 | 3.    | WM in Istanbul                                            | bis 63 kg      | nach Siegen über Mihaela Panait, Rumänien, Ljubow Michailowna Wolossowa, Russland, Gloria Josefina Zavala Lugo, Venezuela, einer Niederlage gegen Marianna Sastin und einem Sieg über Kim Ran-Mi, Nordkorea |
| 2012 | 2.    | Mongolian-Open in Ulan-Bator                              | bis 63 kg      | hinter Sorondsonboldyn Battsetseg, Mongolei, vor Kim Ran-Mi und Kayako Kudo, Japan |
| 2012 | 11.   | Intern. Ukrainian-Tournament in Kiew                      | bis 63 kg      | Siegerin: Ljubow Michailowna Wolossowa vor Julija Ostaptschuk, Ukraine und Sorondsonboldyn Battsetseg |
| 2012 | 3.    | Welt-Cup in Tokio                                         | bis 67 kg      | hinter Xu Haiyan, China und Gosal Sutowa, gemeinsam mit Alina Stadnik, Ukraine |

## Erläuterungen
- alle Wettkämpfe im freien Stil
- WM = Weltmeisterschaft